# WWS
WWS（ダブリュー・ダブリュー・エス、ワールド・ウイング・スピリット）は、群馬県を中心に活動しているプロレス団体。

## 歴史
- 2000年1月、ミスター・ポーゴが設立。
- 5月29日、伊勢崎市民体育館で旗揚げ戦を開催。
- 2017年6月23日、ポーゴが死去。ポーゴのマネージャーであったラーメンマン（横堀博英）が代表を引き継ぐ[1]。
- 11月12日、伊勢崎市第二市民体育館で「ミスター・ポーゴ追悼興行」を開催[2]。
- 2022年3月31日、代表のラーメンマンが退団[3]。代表は高瀬直也が引き継ぐ。

## 所属選手
- 高瀬直也

## 歴代所属選手
- ミスター・ポーゴ
- 戸井克成
- ザ☆ウルフ
- ラーメンマン
- 大島輝義
- 櫻井智亮
- 鎌田大輔
- 原田一輝
- 栗徳行
- 能作一
- KENJI
- サディスト
- ミスター・アトミック
- 北爪秀俊
- パンサー・キッド
- MASAMI
- タカ上州
- 長井ユタカ
- I☆KU
- モンゴルメ〜ン
- りかっち